# 산본역
산본(원광대산본병원)역(Sanbon(Weonkwang Univ. Sanbon Hospital)Station, 山本驛)은 경기도 군포시 산본동에 있는 수도권 전철 4호선의 전철역이다. 대규모형 민자역사로, 역사 내에 뉴코아아울렛 산본점이 있으며, 군포시 중심의 역이다. 진접발 산본행 막차 2편성(주말, 공휴일 1편성)이 이 역까지 운행한다. 또한 1994년 4월 1일 수도권 전철 4호선 운행 계통이 성립된 이후부터 2003년 9월 2일까지 서울 지하철 4호선 - 진접선 직결 운행한 열차는 절반정도가 이 역까지만 운행하였으나, 철도 시각표 개정으로 2003년 9월 3일부터 이 역에서 시·종착하던 열차가 안산역, 오이도역까지 연장 운행하게 되었다. 이 역을 종점으로 하는 열차가 자정까지 운행되며, 열차 운행이 종료 된 후 안산역으로 회송하여 주박한 후 다음 날 아침에 안산역에서 산본역으로 회송하여 운행한다. 역번호가 444로 4가 연속 세 번 반복되는 게 특징이다.

## 연혁
- 1992년 5월 1일: 영업 개시[1]
- 2003년 9월 3일: 철도 시각표 개정과 함께 오이도행 열차 증편[2]
- 2009년 12월 1일 : 철도승차권 단말기 철거

## 민자역사
{{회사 정보
|이름 = 주식회사산본역사
株式會社山本驛舍
|원어 = SANBON DEPARTMENT STORE
|형태 = 주식회사, 외부감사법인
|창립 = 1994년 12월 31일
|시장 정보 = 비상장
|국가 =  대한민국
|장소 =  대한민국 경기도 군포시 산본동 1231
주식회사산본역사
|사업 지역 =  대한민국 경기도 군포시
|인물 = 김종민 (대표이사 사장(CEO))
|산업 = 기타 대형 종합 소매업
|자본금 = 31,095,165,000원(2014년)
|매출액 = 4,390,392,467원(2014년)
|영업 이익 = 1,167,365,713원(2014년)
|순이익 = 2,488,305,203원(2014년)
|자산 총액 = 64,178,156,369원(2014년)
|모기업 = [[SM그룹]
}}
1997년 11월에 222억여원이 투입되어 연면적 3만8607(m²)에 지하 1층 지상 4층으로 건설하여 민자역사 점용허가 기간이 2027년 11월로 설정되었다.
민자역사 초기 외환위기로 인하여 경영난을 겪었으나 2005년 뉴코아 아울렛 입점으로 받은 임대 보증금이 부채 청산의 기회가 되는듯 했으나 임차인인 뉴코아가 분양 대행사였던 마이티산업개발과 2004년에 체결한 사용수익권 양수도 계약으로 인하여 "민자역사 관리권을 행시하지 못했다"며 근저당권을 행사하면서 법원 공매에 넘어가기도 했다.
줄곧 자금난에 허덕이다 주주였던 한국철도공사 2011년 법원에 법정관리를 신청하고 회생계획을 거쳐, 2013년 유통업 진출을 시도하던  1988년 삼라건설을 모태로 성장한 SM그룹에 매각됐다.

## 역 구조
2면 4선의 쌍섬식 승강장이다. 역사 내에는 뉴코아아울렛 산본점이 위치하며 서로 연결되어 있다. 안산-경부선 직결 노선이 운행되었을 당시에는 용산·구로발 열차가 산본역에 정차하기도 하였으나, 2003년 4월 30일 경부선 수원 ~ 병점 구간의 복복선화 개통으로 완전히 폐지되어 4호선 열차만 운행한다. 스크린도어는 본선인 2, 3번 승강장에만 설치되어 있다. 출구는 4개가 있으며, 2015년 에스컬레이터 착공에 들어갔다. 1, 4번 승강장은 개폐식 펜스로 막아놓았다.

### 승강장
| ↑ 금정          |
| ４３ \| ２１ \| |
| 수리산 ↓        |

| 1·2 | ● 수도권 전철 4호선 | 상록수(안산대학교)·안산 · 오이도 방면                                            |
| 3·4 | ● 수도권 전철 4호선 | 금정 · 과천 · 이촌(국립중앙박물관)·명동(우리금융타운)·창동 · 불암산(당고개) 방면 |

## 역 주변
- 군포경찰서
- 군포시의회
- 군포시청
- 군포시청소년수련관
- 군포우체국
- 군포의왕교육지원청
- 군포양정초등학교
- 뉴코아아울렛 산본점
- 킴스클럽 산본점
- 산본역사상가
- 산본중심상가
- 산본중앙공원
- 산본투데이몰
- 원광대학교 산본병원
- 이마트 산본점
- KT 군포지사
- 롯데시네마 산본
- 군포 소방서
- 롯데 피트인 산본점

## 승차량 변동
| 역 노선 | 승차 인원 | 승차 인원 | 승차 인원 | 승차 인원 | 승차 인원 | 승차 인원 | 승차 인원 | 승차 인원 | 승차 인원 | 승차 인원 | 승차 인원 | 승차 인원 | 승차 인원 | 승차 인원 | 승차 인원 | 승차 인원 | 승차 인원 | 승차 인원 | 승차 인원 | 승차 인원 | 승차 인원 | 승차 인원 | 승차 인원 | 주 석 |
| 역 노선 | 2000년    | 2001년    | 2002년    | 2003년    | 2004년    | 2005년    | 2006년    | 2007년    | 2008년    | 2009년    | 2010년    | 2011년    | 2012년    | 2013년    | 2014년    | 2015년    | 2016년    | 2017년    | 2018년    | 2019년    | 2020년    | 2021년    | 2022년    | 주 석 |
| ------- | --------- | --------- | --------- | --------- | --------- | --------- | --------- | --------- | --------- | --------- | --------- | --------- | --------- | --------- | --------- | --------- | --------- | --------- | --------- | --------- | --------- | --------- | --------- | ----- |
| 4호선   | 20267     | 23534     | 26154     | 26120     | 18926     | 18211     | 17801     | 17829     | 18188     | 18435     | 18648     | 18823     | 19138     | 19278     | 19147     | 18470     | 18571     | 18322     | 18065     | 18345     | 13353     | 13175     | 14448     | [ 4 ] |

## 사진

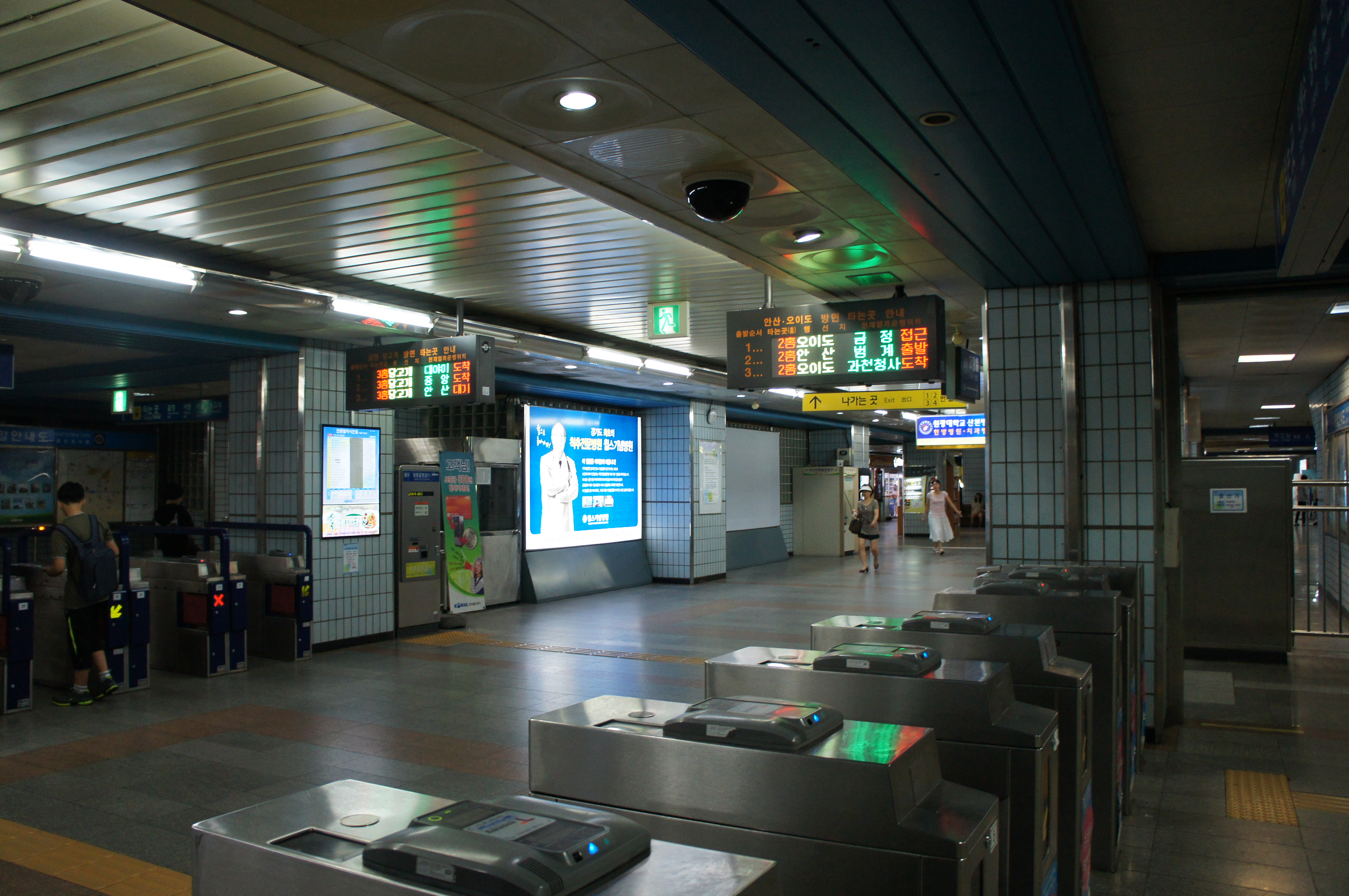
대합실
승강장(2008년)
진입선로

## 인접한 역
| 안산선               | 안산선                   | 안산선                 |
| -------------------- | ------------------------ | ---------------------- |
| 444 금정 불암산 방면 | ● 수도권 전철 4호선 완행 | 446 수리산 오이도 방면 |
| 444 금정 불암산 방면 | ● 수도권 전철 4호선 급행 | 449 상록수 오이도 방면 |